# Nectandra
Genre
Classification APG III (2009)
Nectandra est un genre de plantes à fleurs de la famille des Lauraceae. Il comprend des espèces d'arbres et arbustes trouvées principalment en Amérique tropicale, mais certaines espèces sont rencontrées aux États-Unis.

## Liste d'espèces
- Nectandra angusta, Rohwer
- Nectandra apiculata, Rohwer
- Nectandra astyla, Rohwer
- Nectandra aurea, Rohwer
- Nectandra baccans, (Meissner) Mez
- Nectandra barbellata, Coe-Teixeira
- Nectandra bartlettiana, Lasser
- Nectandra bicolor, Rohwer
- Nectandra brittonii, Mez
- Nectandra brochidodroma, Rohwer
- Nectandra canaliculata, Rohwer
- Nectandra caudatoacuminata, O. C. Schmidt
- Nectandra cerifolia, Rohwer
- Nectandra citrifolia, Rusby
- Nectandra coeloclada, Rohwer
- Nectandra cordata, Rohwer
- Nectandra crassiloba, Rohwer
- Nectandra cufodontisii, (O.C.Schmidt) C.K.Allen
- Nectandra dasystyla, Rohwer
- Nectandra debilis, Mez
- Nectandra embirensis, Coe-Teixeira
- Nectandra filiflora, Rohwer
- Nectandra fragrans, Rohwer
- Nectandra fulva, Rohwer
- Nectandra gracilis, Rohwer
- Nectandra grisea, Rohwer
- Nectandra guadaripo, Rohwer
- Nectandra herrerae, O. C. Schmidt
- Nectandra heterotricha, Rohwer
- Nectandra hirtella, Rohwer
- Nectandra hypoleuca, Hammel
- Nectandra impressa, Mez
- Nectandra japurensis, Nees
- Nectandra krugii, Mez
- Nectandra latissima, Rohwer
- Nectandra leucocome, Rohwer
- Nectandra longipetiolata, van der Werff
- Nectandra matogrossensis, Coe-Teixeira
- Nectandra matudai, Lundell
- Nectandra micranthera, Rohwer
- Nectandra microcarpa, Meissner
- Nectandra minima, Rohwer
- Nectandra mirafloris, van der Werff
- Nectandra obtusata, Rohwer
- Nectandra olida, Rohwer
- Nectandra paranaensis, Coe-Teixeira
- Nectandra parviflora, Rohwer
- Nectandra psammophila, Nees
- Nectandra pseudocotea, Allen & Barneby ex Rohwer
- Nectandra pulchra, O. C. Schmidt
- Nectandra ramonensis, Standley
- Nectandra reflexa, Rohwer
- Nectandra rudis, C. K. Allen
- Nectandra ruforamula, Rohwer
- Nectandra salicina, C. K. Allen
- Nectandra smithii, C. K. Allen
- Nectandra sordida, Rohwer
- Nectandra spicata, Meissner
- Nectandra subbullata, Rohwer
- Nectandra truxillensis, (Meissner) Mez
- Nectandra utilis, Rohwer
- Nectandra venulosa, Meissner
- Nectandra warmingii, Meissner
- Nectandra weddellii, Meissner
- Nectandra wurdackii, C. K. Allen & Barneby ex Rohwer
- Nectandra yarinensis, O. C. Schmidt